# دهستان لانو
دهستان لانو یکی از دهستان‌های شهرستان سربیشه در استان خراسان جنوبی ایران است که در بخش درح قرار دارد.

## جمعیت
براساس سرشماری مرکز آمار ایران در سال ۱۳۹۵، جمعیت دهستان لانو ۴۱۹۲ نفر (در ۱۲۳۷ خانوار) بوده‌است.